# Serge Arcouët
Serge-Marie Arcouët né à Nantes le 18 mars 1916 et mort le 27 janvier 1983 dans la même ville, est un auteur français de romans policiers ou d'espionnage. 
Il a signé sous les noms de plume Terry Stewart, Serge Laforest, Russ Rasher ou encore John-Silver Lee (pseudonyme collectif qu'il partage avec Pierre Ayraud et Léo Malet).

## Biographie et carrière
Son père, Gontran Arcouët (1883-1949), est un pianiste reconnu et professeur au conservatoire de Nantes. Serge Arcouët suit des études au lycée de Nantes, puis commence l'école d'hydrographie dans la même ville. Bien qu'il ait par la suite prétendu être devenu lieutenant au long cours, il exerce en fait des petits boulots. Il se lance dans la carrière littéraire en publiant un premier roman en 1947. Il est depuis l'auteur de plus de 140 ouvrages. 
En 1948, il est le premier auteur français publié dans la Série noire, sous le pseudonyme de Terry Stewart.
Sous le pseudonyme de Serge Laforest il publie dans la collection Espionnage du Fleuve noir une série de romans d'espionnage avec le personnage de Paul Gaunce. L'Otage de Gaunce a été adapté au cinéma.

## Œuvres

### Signé Terry Stewart
- Cynthia devant la mort, collection « Mauvaise chance » no 24, 1947
- La mort est dans le coup, collection « Mauvaise chance » no 30, 1948
- La Mort et l’Ange, Série noire no 18, 1948
- Faut qu’ça saigne, collection « Les Gants noirs » , 1948, avec Thomas Narcejac
- Race de chiens !, collection « Les Gants noirs » , 1949, avec J. Thinus et Thomas Narcejac
- La Morte scandaleuse, collection « Mauvaise chance » no 39, 1949
- Je vais mourir ce soir, collection « L’Empreinte-Police no 29, 1949
- Cet homme va mourir, collection « L’As de pique » no 10, 1949
- La Belle Vie, Série noire no 61, 1950
- De la viande à pas cher, Faucon noir, 1951
- Une fille pourrie !, Condor, 1952
- De l’or sur nos carcasses, Condor, 1952
- C’est dans la poche, Noire Franco-américaine no 5, 1952
- À la prochaine, Série verte no 3, 1952
- Ni fleurs, ni couronnes !, Série verte no 4, 1952
- Rhapsodie pour les anges noirs, Série verte no 5, 1952
- La Soupe à la grimace, Série noire no 152, 1953
- Pas de vieux os, Série noire no 162, 1953
- La Sueur froide, Série noire no 251, 1954

### Signé Russ Rasher
- Et puis on s’en f…, collection « L’As de pique » no 5, 1949

### Signé John-Silver Lee
Sept romans édités aux Éditions du Portulan
- La Colère de Slim, 1949
- Le Ciel est avec Slim, 1949
- Slim a le cafard, 1949
- Slim entre en scène, 1949
- Slim et les soucoupes volantes, 1950
- Slim n’aime pas le mélo, 1949
- Slim chez Tito, 1950

### Signé Serge Laforest
Trente cinq romans sont publiés dans la collection Spécial police aux Éditions du Fleuve noir.
- Danger public, n°36, 1953
- Sans pardon,  n° 47, 1954
- Une poignée de fer, n° 60, 1954
- Du sel dans la plaie, n° 66, 1955
- Jeux de chiens n° 69, 1955
- L’Ange infernal, n° 74, 1955
- Tête baissée, n° 79, 1955
- Poison en mer, n° 89, 1956
- Un enfant de chœur, n° 98, 1956
- Tirée aux faisans, n° 112, 1957
- Sales mômes, n° 120, 1957
- Feux de mort, n° 133, 1957
- En gros et en détail, n° 149, 1958
- Nocturnes mortels, n° 159, 1958
- Sang pour sang, n° 172, 1958
- Haine contre haine, n° 184, 1959
- Flambée de colère, n° 208, 1959
- Les Mains propres, n° 218, 1960
- De main morte, n° 231, 1960
- Les Félons, n° 248, 1961
- L’Homme de trop, n° 268, 1961
- Le Paniquard, n° 288, 1962
- Sans un cri, n° 312, 1962
- Le Nœud de laine, n° 335, 1963
- L’Anse de la tuée, n° 364, 1963
- Les Croix de cire, n° 396, 1964
- Pomme de discorde, n° 422, 1964
- Coup de soleil, n° 442, 1965
- Marché blanc, n° 473, 1965
- Pavé glissant, n° 495, 1965
- Un pas en enfer, n° 530, 1966
- Malemort, n° 571, 1967
- Le Mort revient, n° 612, 1967
- Quand le vin est tiré, n° 638, 1968
- Trois coups pour un, n° 721, 1969

Quatre-vingt romans sont publiés dans la collection Espionnage aux Éditions du Fleuve noir de 1953 à 1975
- Choc sans merci,  n° 39
- Objectif secret, n° 46
- Place nette, n°51
- Mort en vue, n° 57
- Sol brûlant, n° 66
- Torpilles folles, n° 70
- Bombes en main, n° 76
- Visages de la nuit, n° 82
- Double souricière, n° 91
- Torche au poing, n° 96
- Opération éclair, n° 106
- Coup d'arrêt, n° 113
- Fuite sans espoir, n° 119
- Cartes truquées, n° 127
- Reprise en mains, n° 133
- Contrechoc,  n° 140
- Coups de griffes, n° 146
- Périmètre interdit, n° 149
- Saut dans l'abîme, n° 155
- Destruction totale, n° 163
- Traite sur l'inconnu, n° 172
- Secousses sous la mer, n° 177
- Bluff contre bluff, n° 183
- Duel sur l'océan, n° 190
- Cercle de mort, n° 198
- Plan bleu, n° 210
- Mort blanche, n° 216
- Peur panique, n° 224
- Ondes meurtrières, n° 232
- Survivants : un, n° 248
- Fumées maudites, n° 256
- L'œil glacé, n° 270
- Trafic triangulaire, n° 280,
- Jour de colère, n° 292
- Le Temps des sorciers, n° 300
- La Mort en soi, n° 314
- Une dent contre Gaunce, n° 325
- Les Rats font la loi, n° 337
- Escamotages, n° 348
- Sur champ de boue, n° 364
- Gaunce engage le fer, n° 378
- Les Murs ont des yeux, n° 395
- Le Plus dur chemin, n° 417
- Lumière empoisonnée, n° 423
- Distorsions, n° 440
- L'Heure de la peur, n° 454
- Instantanés, n° 456
- Gaunce prend le balai, n° 480
- La Guêpe dans le guêpier, n° 494
- La Peur aux doigts, n° 503
- Les Hommes sans visage, n° 511
- À bout de patience, n° 528
- La Longue nuit de Gaunce, n° 543
- Poussée de fièvre, n° 555
- Point chaud, n° 572
- Gaunce joue l'atout, n° 606
- Gaunce crève l'abcès, n° 616
- Gaunce... mort ou vif, n° 633
- L'Otage de Gaunce, n° 645
- Gaunce désamorce la bombe, n° 660
- Gaunce pimente la sauce, n° 675
- Gaunce charge à fond, n° 687
- Implacable Gaunce, n° 711
- La Trahison de Tamara, n° 742
- L'Escalade de Gaunce, n° 762
- La Diplomatie de Gaunce, n° 776
- Gaunce et les longs couteaux, n° 811
- Gaunce ne marchande pas, n° 831
- Gaunce et les calibres, n° 845
- Traquenard pour Gaunce, n° 853
- La Peur de Gaunce, n° 899
- Le Coup mortel de Gaunce, n° 928
- Gaunce et la main du diable, n° 949
- Gaunce se pique au jeu, n° 990
- Gaunce et les voleurs de cerveaux, n° 1021
- Les Parapluies de Gaunce, n° 1078
- Les Filles de Gaunce, n° 1113
- Gaunce et le triangle de la mort, n° 1147
- Gaunce et l'écorché vif, n° 1170
- Le Cirque de Gaunce, n° 1199

et un livre de souvenirs et de témoignages de la guerre de 14-18
- Les Hommes de fer, Fleuve noir, grand format, 1964